# Noyers (Alta Marna)
Noyers è un comune francese di 78 abitanti situato nel dipartimento dell'Alta Marna nella regione del Grand Est.

## Società

### Evoluzione demografica
Abitanti censiti